# Буэнавентура (Колумбия)

Муниципалитет Буэнавентура на карте департамента Валье-дель-Каука

Буэнавентура (исп. Buenaventura) — муниципалитет и город в Колумбии.

## География
Город Буэнавентура находится в западной части Колумбии, на побережье Тихого океана в глубине одноимённого залива, у подножия Анд. Административно входит в департамент Валье-дель-Каука. Большая часть города расположена на острове Касаяль. Расстояние до центра департамента, города Кали — 128 километров. Муниципалитет Буэнавентура занимает западную часть департамента, его площадь — 6078 км². Численность населения составляет 324 429 человек (на 2005 год). Плотность населения равна 52,65 чел./км².

## История
Город был основан 14 июля 1540 года Хуаном Фернандесом Ладрильеро по указанию Паскуаля де Андагоя в 16 километрах от нынешнего городского центра и назван в честь Святого Бонавентуры. Как пишет хронист Сьеса де Леон: 
 
«В этом порту не был образован городской совет, могу только сказать о нём, [что] основал его Хуан Лодрильеро [Juan Lodrillero] (он тот, кто открыл реку) властию аделантадо дона Паскуаля де Андагоя [don Pasqual de Andagoya], но потом из-за отсутствия этого Андагойи был оставлен без поселения: так как из-за ссор и разногласий, имевшихся у него и аделантадо Белалькасара по поводу управления и границ (как об этом будет поведано дальше), Белалькасар его захватил и отправил заключённым в Испанию. И тогда муниципалитет Кали вместе с губернатором постановил, чтобы в порту всегда проживало 6 или 7 жителей: для приходящих кораблей, которые туда прибывают с материковой земли, Новой Испании, и Никарагуа; и они могли в безопасности от индейцев выгружать товары, и размещать дома, где складывать их: так это делалось [раньше], так делается [и сейчас]. И те, что там проживают, [взимают] портовые сборы с торговцев, и среди них есть капитан, не имеющий право осуждать, но [приставленный] для заслушивания [дел] и направляющего в суд города Кали. И чтобы понять, каким образом это селение или порт Буэнавентура был заселён, по-моему, достаточно сказано. Чтобы в город Кали прибыли товары, выгруженные в этом порту, откуда снабжается все губернаторство, есть только один способ [доставки] — через индейцев этих гор, считающих своей привычной обязанностью переносить их на плечах, поскольку иного пути доставлять не было.».
Перед 1600 годом Буэнавентура был разрушен индейцами, однако затем вновь отстроен. С открытием Панамского канала город стал интенсивно развиваться.

В настоящее время Буэнавентура — важнейший колумбийский порт на Тихом океане. Через Буэнавентуру из страны производится экспорт кофе, сахара, древесины, морепродуктов, а также добываемых в департаменте Чоко золота и платины. Ещё одним важным товаром Буэнавентуры является кокаин. С помощью каналов и портов здесь доставляются огромное количество наркотиков что делает город одним из самых опасных в Колумбии.

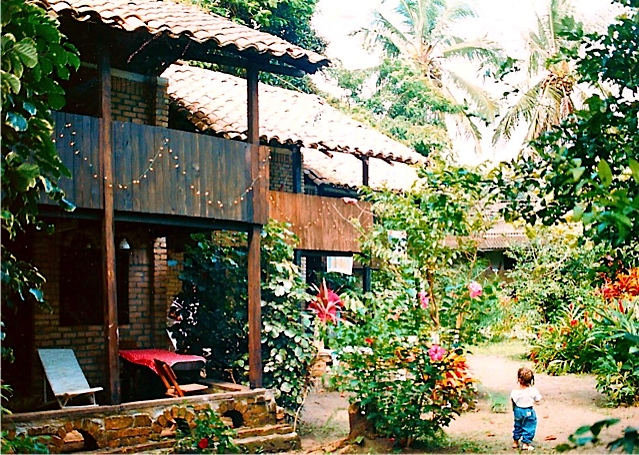
Дома в городе Буэнавентура